# Mateo Garralda
Mateo Garralda Larumbe (ur. 1 grudnia 1969 w Burladzie) – hiszpański piłkarz ręczny, reprezentant kraju, występujący jako prawy rozgrywający.
Pod koniec kariery występował w Lidze ASOBAL, w drużynie AD Ciudad de Guadalajara.
Dwukrotnie zdobył brązowy medal olimpijski w 1996 w Atlancie oraz w 2000 w Sydney.
W 2005 r. w Tunezji zdobył mistrzostwo świata.

## Sukcesy

### reprezentacyjne
- mistrzostwo świata  2005
- wicemistrzostwo Europy  1996, 1998, 2006
- brązowy medal Europy  2000
- brązowy medal igrzysk olimpijskich  1996, 1996

### klubowe
- zwycięstwo w Lidze Mistrzów  1994, 1996, 1997, 1998, 1999, 2001
- mistrzostwo Hiszpanii  1992, 1993, 1996, 1997, 1998, 1999, 2002, 2005
- puchar Króla  1998, 1999, 2001
- mistrzostwo Danii  2009
- puchar EHF  1993

## Nagrody indywidualne
- Mistrzostwa Świata:
  - najlepszy prawy rozgrywający Mistrzostw Świata 1993
  - najlepszy prawy rozgrywający Mistrzostw Świata 2005